# Шушинская резня
Шуши́нская резня́ (азерб. Şuşada erməni üsyanının yatırılması, арм. Շուշիի ջարդեր) — массовые убийства в марте 1920 года армянского населения города Шуша (Нагорный Карабах), в результате которых погибло, по разным оценкам, от 500 до 20 000 армянских жителей города, была сожжена и разрушена армянская часть города и изгнано всё армянское население.

## Шуша в конце XIX — начале XX вв
В 1904 году население города Шуша, согласно Энциклопедическому словарю Брокгауза и Ефрона, составляло 25 656 человек (13 282 мужчины и 12 374 женщины), в том числе 56,5 % армян и 43,2 % азербайджанцев, указанные в источнике как «татары»; остальные — русские (3 %) и евреи.
К концу XIX века армянский район занимал около 65 % территории города и включал в себя 18 кварталов; армянская часть была нагорной, татарская — низменной. В армянской части располагались реальное училище, уездная семинария для девочек, театр, городская больница, а также присутственные места. В татарской — русско-татарская школа, ряд музыкальных школ, а также частные школы.
Город был затронут армяно-татарскими погромами 1905—1906 годов. В татарском секторе сгорело около 80 домов. К началу 1907 года население города резко уменьшилось. Потребовалось целое десятилетие, чтобы город в какой-то мере восстановился. Торговая часть армянского сектора была восстановлена, но многие армянские дома ещё долго лежали в руинах.

Как образно писал в своей книге «Чёрный сад» британский журналист Томас де Ваал:
Шуша является прекрасным объектом для изучения того, как соседи вдруг перестают быть друзьями и начинают воевать друг с другом. В прошлом столетии этот город был сожжён дотла трижды — в 1905, 1920 и 1992 годах.
Согласно Кавказскому календарю за 1917 год, к 1916 году в Шуше проживало 43 869 человек, из них 23 396 составляли армяне (53 %) и 19 121 азербайджанцы (44 %) (указаны как «татары»).

## Этнополитическая ситуация в Закавказье в начале XX века
Закавказье издавна являлось средоточием этнических конфликтов, которые особенно обострились в результате ослабления центральной российской власти, наличия в регионе значительного количества оружия и наложения в конце 1917 — начале 1918 гг. межнациональных противоречий на борьбу за власть между многообразными политическими силами, движениями, группировками, семейными кланами, в сочетании с соперничеством ведущих государств за геополитический контроль над регионом, выразившимся в иностранной вооружённой интервенции. В этих условиях борьба за политическую власть в 1918—1920 гг. вылилась в череду кровавых межэтнических столкновений — в Южной Осетии, Карабахе, Зангезуре, Баку — сопровождавшихся национальной резнёй и приводивших к ответному этническому насилию.

### 1918 год
Первая попытка создания объединённой многонациональной Закавказской федерации провалилась в мае 1918 года из-за радикальных противоречий интересов национальных элит и под воздействием внешних сил — Германии и Турции. 28 мая были провозглашены самостоятельные Азербайджан и Армения, при этом в состав Азербайджанской Республики, провозглашённой на территории бывших Бакинской и Елизаветпольской губерний Российской империи, вошли районы со смешанным армяно-мусульманским населением (Карабах, Зангезур). В установлении контроля над Карабахом в сентябре — октябре 1918 года приняли участие турецкие войска, участвовавшие в боевых действиях совместно с вооружёнными формированиями, подконтрольными АДР.
За месяц до провозглашения АДР в Баку пришёл к власти Совет народных комиссаров, признавший власть СНК РСФСР и опиравшийся на советские войска и вооружённые отряды армянской партии «Дашнакцутюн», которые устроили в конце марта — начале апреля резню среди мусульманского населения города.
Враждебность местного мусульманского населения по отношению к вооружённым формированиям Бакинского СНК, в основном состоявшим из этнических армян, во многом способствовала успеху наступления объединённых турецко-азербайджанских войск на Баку. Взятие Баку в середине сентября 1918 г. привело к новой волне массовых убийств и грабежей — на этот раз среди мирных жителей — армян.

### 1919 год
15 января 1919 года правительством АДР было учреждено Карабахское генерал-губернаторство, и британское военное командование утвердило назначение Хосров-бека Султанова генерал-губернатором Карабаха и Зангезура, объявив, что окончательное решение о статусе региона будет принято на Парижской мирной конференции.
В ответ на назначение Султанова национальные съезды армян Карабаха, регулярно созывавшиеся в Шуше, дважды — 19 февраля и 23 апреля 1919 года — объявляли Карабах «неотъемлемой частью Армении» и заявляли об отказе сотрудничать с генерал-губернатором, назначенным властями АДР.
4 — 5 июня 1919 года в Шуше и её окрестностях произошли вооружённые столкновения между армянами, курдами и азербайджанцами. Курдами и азербайджанцами под предводительством брата генерал-губернатора Султанова было вырезано армянское селение Гайбаллу (Кайбаликенд). Жители других армянских селений, подвергшихся нападению, соорганизовались и дали отпор. По данным представителя британской военной миссии, из 700 жителей селения Кайбаликенд в живых осталось лишь 11 мужчин и 87 женщин и детей. После этих событий Хосров-бек Султанов установил блокаду армянской части г. Шуша.
12 августа 1919 года в качестве давления на армянские власти Карабаха Султанов приказал перекрыть тракт Шуша-Евлах и все ведущие в Нагорный Карабах дороги, навёл пушки на армянскую часть города и ультимативно потребовал в течение 48 часов признать власть Азербайджана. Учитывая то, что английский гарнизон, готовясь к предстоящей эвакуации из Азербайджана, был выведен из Шуши, армяне оказались в безвыходном положении и 22 августа заключили соглашение, по которому Нагорный Карабах объявил, что считает себя «временно в пределах Азербайджанской Республики» (до окончательного решения вопроса на Парижской мирной конференции). За это карабахским армянам было сохранено самоуправление, Азербайджан обязался содержать гарнизоны в Шуше и Ханкенди только по штатам мирного времени и не вводить войска в Нагорный Карабах иначе как с согласия Армянского национального совета (правительства) Карабаха; разоружение населения прекращалось до решения Парижской мирной конференции.
Почти всю осень, с сентября по ноябрь, азербайджанские войска вели боевые действия в соседнем Зангезуре, тщетно пытаясь установить над ним контроль. 23 ноября 1919 года в Тифлисе между Азербайджаном и Арменией было заключено соглашение, согласно которому стороны обязались прекратить все происходящие между ними вооружённые столкновения, открыть дороги, ведущие в Зангезур, и решить все спорные вопросы, включая вопрос о границах, мирным путём. По соглашению, Армения взяла на себя обязательства вывести свои войска из Зангезура.

### Начало 1920 года
Как указывает американский историк Ричард Ованнисян, заключённое в августе 1919 года соглашение строго ограничило азербайджанское административное и военное присутствие в регионе и установило внутреннюю автономию Нагорного Карабаха.
С самого начала 1920 года, однако, генерал-губернатор Хосров-бек Султанов в нарушение условий соглашения предпринял шаги по ужесточению блокады Карабаха — была увеличена численность азербайджанских войск в стратегически важных пунктах и организовано вооружение местного населения.
Этим действиям сопутствовали обвинения соседней Армении в подготовке нападения на Нагорный Карабах и заявления о необходимости ввода дополнительных войск в Варанду и Зангелан, чтобы предотвратить со стороны опасность Зангезура.
И действительно, участник событий Зарэ Мелик-Шахназарян (Мелик-Шахназаров) вспоминал, что захват Аскерана и Ханкенди планировался армянами еще в феврале 1920 года. В Шуше состоялось специальное совещание по этому вопросу с участием многих военных, на котором он исполнял функции стенографиста. Намечалось поднять крупное восстание против мусаватистов. В совещании, помимо карабахских армян, участвовал представитель Араратской республики (Армении) «товарищ Арсен», который требовал открыть три участка боевых действий: Ханкенди, Аскеран, Карабах-Гянджа, а на Шушу даже не надо будет наступать, ибо «турки там и сами сдадутся». Карабахские армяне были против, так как план предусматривал отвод армянских войск из Шуши. Они предлагали начать с Шуши, затем быстро взять Ханкенди, и потом идти на Аскеран, и высказывали опасение, что Шуша может быть сожжена. Однако представитель Армении настоял на своем.
19 февраля Султанов категорически потребовал от Армянского национального совета Карабаха немедленно решить вопрос вхождения Карабаха в Азербайджан. Азербайджан приступил к концентрации вокруг Нагорного Карабаха своих войск и нерегулярных вооружённых отрядов. В Шушу в качестве военного советника прибыл турецкий генерал Халиль-паша.
28 февраля — 4 марта 1920 года состоялся Восьмой съезд армян Карабаха, который отверг требование Султанова об «окончательном вхождении в Азербайджан». Съезд обвинил Султанова в многочисленных нарушениях мирного соглашения, вводе войск в Карабах без разрешения Национального совета и организации убийств армян, в частности массовых убийств, совершённых 22 февраля на тракте Шуша — Евлах, в Ханкенди и Аскеране, где, как говорилось в резолюции Съезда, было истреблено несколько сотен армян. В соответствии с решением съезда, дипломатические и военные представители союзных государств Антанты, три закавказские республики и временный генерал-губернатор Карабаха извещались о том, что армянe для защиты обратятся к «соответствующим средствам».
8 марта Армения направила ноту Азербайджану, обвинив его в том, что азербайджанскими частями в Ханкенди и Агдаме бесчеловечно было перебито до 400 лиц мирного армянского населения. 16 марта министром иностранных дел АДР Фатали Ханом Хойским была направлена ответная нота министру иностранных дел Армении, в которой отвергались эти обвинения и заявлялось, что в результате «незначительных эксцессов» было убито 7 армян.
В середине марта Азербайджан, после предъявленного ультиматума, приступил к разоружению армян Карабаха; одновременно азербайджанские силы вторглись в Зангезур.

## События 22—26 марта 1920 года
Нарушение азербайджанской стороной условий августовского соглашения, по мнению Ричарда Ованнисяна, в конечном итоге и привело в конце марта 1920 года к неудачной попытке вооружённого восстания.
По данным министра внутренних дел АДР М. Векилова к 22 марта число вооружённых армян было доведено до 400 человек.
В ночь с 22 на 23 марта, во время празднования Новруза, армянские вооружённые отряды напали на азербайджанские гарнизоны в Шуше, Аскеране и Ханкенди, пытаясь застать азербайджанцев врасплох. По плану, предполагалось нанести одновременный удар в трёх стратегических пунктах. Как пишет Ованнисян, в Шуше должны были действовать отряд местной армянской милиции из 100 человек во главе с Нерсесом Азбекяном, который должен был разоружить азербайджанский гарнизон в армянском квартале, и отряд милиции из Варанды, прибывший в город вечером 22 марта, якобы для того, чтобы получить жалованье и поздравить губернатора Султанова с праздником. Однако план сорвался: варандинцы слишком долго медлили и под утро сумели арестовать лишь нескольких расквартированных азербайджанских офицеров, тогда как сотня Азбекяна, не сумев установить связь с варандинцами, начала обстреливать Шушинскую крепость издалека, что позволило азербайджанцам организовать отпор.
Генерал-губернатор Хосров-бек Султанов сообщал министру внутренних дел, что 23 марта армяне ночью начали нападения в Шуше из Шушикенда.
Одновременно армянские войсковые части захватили крепость Аскеран. Другая часть под командованием офицера по имени Алексан взяла приступом Ханкенди, причем Алексан стал рубить саблей уже сдавшихся азербайджанских солдат.
Неразбериха продолжалась до самого утра, когда шушинский гарнизон, получивший известие о провале армянского нападения на Ханкенды, нанёс ответный удар, а затем, при участии местных жителей-азербайджанцев, устроил резню в армянских кварталах, что привело к массовой гибели и изгнанию всего армянского населения, застигнутого врасплох, и уничтожению армянских кварталов в результате вспыхнувшего пожара. Нескольким тысячам жителей удалось, воспользовавшись густым туманом, бежать из города по Каринтакской дороге в сторону Варанды. Среди жертв был и армянский епископ Ваган, повешенный азербайджанцами, и начальник городской полиции Аветис Тер-Гукасян, сожжённый заживо.

## Шушинская резня в описаниях участников и очевидцев

### Описание событий со слов Новрузова
По рассказу участника событий с азербайджанской стороны Мешади Абушбека Новрузова, 22 марта влиятельные представители армянской общины во главе с городским головой Герасимом Мелик-Шахназаровым выступили на праздничном собрании, где заявили о необходимости мирного сосуществования двух народов.
Днём 22 марта женщинами-армянками были зарезаны несколько офицеров. Hаходившийся в казармах гарнизон численностью около 200 человек был окружён армянскими отрядами. Hочью по мусульманской части Шуши был открыт оружейный огонь. Азербайджанцы открыли ответный огонь по армянской части города. Утром азербайджанцы перешли в наступление. Hачалось паническое бегство армянского населения. Большинство армян бежало в близлежащие сёла, а остальные были взяты в плен или убиты.
Заметив пламя горящих домов, дашнаки напали на военный госпиталь азербайджанской армии в Ханкенди и перебили находившихся в нём больных солдат. По распоряжению губернатора Султанова, все пленные были размещены под охраной солдат по отдельным домам, а влиятельные лица из армян, в том числе и епископ, были размещены в Шушинской тюрьме, в целях их личной безопасности. Однако разгневанные убийством своих офицеров солдаты гарнизона, нарушив приказание губернатора, ворвались в тюрьму и убили находившихся там армян.

### Рассказ Мелик-Шахназаряна и Сурена
По рассказу участника с армянской стороны Зарэ Мелик-Шахназаряна, 23 марта рано утром началась стрельбa по всей границе двух частей города — армянской и татарской. Татары начали поджигать дома. Под прикрытием огня «турки» продвигались вглубь армянской части Шуши, грабя дома армян. Оборона армян была неорганизованная.
Мужчины и прикрываемые ими беженцы уходили из Шуши по каринтакской дороге. B 4:30 утра 24 марта армянские милиционеры получили приказ отступать далее и окончательно оставили Шушу.

## Характеристика мартовских событий
Установление власти над Нагорным Карабахом и последовавшие за этим этнические чистки, повлёкшие разрушение армянской части Шуши, гибель и бегство её жителей, упоминают в своих работах, посвящённых проблемам этнических конфликтов на территории Закавказья и Европы, исследователи Майкл Круассан (Michael P. Croissant), Тим Потье (Tim Potier), Бенджамин Либерман (Benjamin Lieberman), российский исследователь Андрей Зубов.
Майкл Круассан пишет, что в попытке подавить армянское восстание в Нагорном Карабахе, Азербайджан переместил в конце марта 1920 года в этот горный регион большую часть своих войск, где они провели множество столкновений и опустошили в конечном итоге армянский оплот Шуши.
Бенджамин Либерман говорил о подавлении азербайджанцами армянского восстания в Шуше и уничтожении значительной части армянского города.
Томас де Ваал пишет, что армянскую и азербайджанскую общины Шуши связывали торговля и российская власть. После того же, как русские ушли, «азербайджанские войска смели верхнюю, армянскую часть города».
Зарэ Мелик-Шахназарян пишет о том, что Шуше так и не суждено было возродиться в последующие почти 70 лет советской власти после пожара 23 марта 1920 г. В Шуше, Ханкенди, Аскеране намечалось поднять крупное восстание. Таких восстаний в Карабахе было несколько, они отвлекли на себя все войска Азербайджана, вследствие чего в апреле 1920 года красные войска практически без боя заняли Баку, а потом и всю остальную территорию Азербайджана. 

## Оценки масштабов трагедии
Согласно американскому историку из университета Калифорнии Ричарду Ованнисяну, занимавшегося исследованиями Первой Республики Армения, в результате этих событий погибло 500 человек.  Другой источник оценивает количество жертв в 20 000 армян. Было сожжено от 2 до 7 тыс. домов. Как отмечает Ованнисян, существует множество первичных источников, описывающих разрушения в Шуше.
Тим Потье в своей работе, ссылаясь на третье издание БСЭ 1970 года, выпущенное лондонским издательством Collier Macmillan, указывает, что во время событий погибло 2096 жителей города.

## Шуша после трагедии
Серго Орджоникидзе, возглавлявший с апреля 1920 года Кавказское бюро ЦК РКП (6) и активно участвовавший в установлении советской власти в Азербайджане, отмечал в 1936 году: «Я с ужасом вспоминаю и сегодня ту картину, которую мы увидели в Шуше в мае 1920 года. Красивейший армянский город был разрушен, разгромлен до основания, а в колодцах мы увидели трупы женщин и детей».

В 1927 году Мариэтта Шагинян писала в своих воспоминаниях следующее: 
«... я увидела остов Шуши. Здесь в течение трех дней в марте 1920 года было разрушено и сожжено 7000 домов и вырезано - цифры называют разные... одни говорят - три-четыре тысячи армян, другие - свыше двенадцати тысяч. Факт тот, что из тридцати пяти тысяч армян не осталось в Шуше ни одного».
Pусский поэт Осип Мандельштам, побывавший в Шуше в 1931 году, написал стихотворение («Фаэтонщик»), посвящённое Шушинской трагедии:

Так в Нагорном Карабахе,

В хищном городе Шуше,

Я изведал эти страхи

Соприродные душе…

Его жена Надежда Мандельштам вспоминала улицы разорённого города
Мартовские события явились серьёзным ударом для Шуши. Численность её населения упала в несколько раз — с 67 тыс. до 9 тыс. (в 1932 г., даже 5597 чел.) и с тех пор так и не поднималась выше 17 тыс. в 1989 г. Шуша потеряла своё былое значение; административным центром Нагорно-Карабахской автономной области был объявлен Степанакерт.
Журналист Томас де Ваал в книге «Чёрный сад» пишет, что в 1961 году коммунистическое руководство Баку приняло решение о сносе руин, хотя многие старые здания ещё можно было восстановить.
Британский историк Кристофер Уолкер отмечает, что именно после резни, город стал иметь преимущественно азербайджанское население.
Резня армянского населения явилась причиной изменения этнического статуса города на преимущественно азербайджанцев, в котором, до этих событий, преобладали армяне.